# Google Map Maker
Google Map Maker è stato un servizio internet collaborativo progettato e distribuito da Google Inc.. Fa parte dei servizi di tipo WebGIS.
Il progetto era simile a OpenStreetMap, con la differenza che ogni contributo fornito volontariamente dagli utenti sarebbe restato di proprietà di Google, e permetteva di espandere e correggere le mappe schedate dal servizio di Google Maps, creato e distribuito dalla stessa società. 
Le modifiche, prima di essere visibili a tutti, dovevano essere riviste da altri utenti (seguendo il metodo della revisione paritaria), e convalidate dalla stessa Google, onde evitare vandalismi, doppioni ed errori.
Dal 20 agosto 2013 è stato reso disponibile anche in Italia. A causa di azioni di sabotaggio, fu sospeso da maggio 2015, e riattivato ad agosto dello stesso anno, introducendo però alcune restrizioni al metodo di approvazione delle modifiche.

## Chiusura
Il servizio è stato ritirato ufficialmente il 31 marzo 2017. Alcune delle sue funzioni tuttavia sono state implementate in Google Maps, sia nella versione per computer desktop sia in quella per dispositivi mobili.